# Cryptopleurum minutum
Cryptopleurum minutum är en skalbaggsart som först beskrevs av Fabricius 1775.  Cryptopleurum minutum ingår i släktet Cryptopleurum och familjen palpbaggar. Arten är reproducerande i Sverige. Inga underarter finns listade i Catalogue of Life.